# 千山万水
「千山万水」は、台湾の歌手、周杰倫（ジェイ・チョウ）の楽曲。
2008年北京オリンピックの応援歌として発表された。

## 概要

### 完成までの流れ
2007年10月、周杰倫は中国人として北京オリンピックに貢献しなければならないと感じ、応援歌の歌詞を全世界で募集したが周杰倫が満足するものは集まらなかった。
その後、周杰倫は親しい仲であった方文山に作詞を依頼した。約20日後、方分山は完成した歌詞を周杰倫に渡した。周杰倫は彼の作詞にとても満足し、作曲を行い、入念なデモ音源の録音をした。2008年3月10日、完成した「千山万水」は提出期限の前日に電子メールによって大会組織委員会に送られた。

### 社会への広まり
- 2008年4月30日、CCTVの北京オリンピック100日前の特別番組「2008奥运歌曲征集评选活动颁奖晚会」内にて初披露[2]。
- 2008年9月25日に打ち上げられた宇宙船「神舟7号」に、流行音楽作品のひとつとして「千山万水」が持ち込まれた。宇宙船の地球帰還後は、博物館に保管されている[3]。
- 2018年10月7日、浙江衛視の音楽オーディション番組「中国好声音」の決勝戦の回で出演者24人が歌唱[4]。